# ГЕС Кадинджик 1
ГЕС Кадинджик 1 (тур. Kadıncık 1 Barajı)  — гідроелектростанція на півдні Туреччини. Знаходячись між малою ГЕС Gök (10 МВт) та ГЕС Кадінджик 2, входить до складу каскаду на річці Кадінджик, лівій притоці Тарсус-Чай, яка впадає до Середземного моря біля міста Мерсін.
В межах проекту річку перекрили водозабірною греблею, яка спрямовує ресурс до прокладеного через правобережний масив дериваційного тунелю довжиною 7,1 км з діаметром 4 метра. Після запобіжного балансувального резервуару тунель переходить у напірний водовід до машинного залу, розташованого за 0,35 км на березі Кадінджик. В останньому встановлено дві турбіни типу Френсіс потужністю по 35 МВт, які повинні забезпечувати виробництво 315 млн кВт-год електроенергії на рік.